# Бредихина, Зоя Петровна
Зоя Петровна Бредихина (1920; Архангельск, РСФСР — неизвестно; Санкт-Петербург) — советская актриса и артистка, играла в архангельском Доме культуры Северного военно-морского флота, а позже и в Северодвинском драматическом театре (1959—1971).

## Биография
Зоя родилась в 1920 году в городе Архангельск, РСФСР.
Окончила Архангельское театральное училище в 1941 году. Её приняли в группу балетмейстера Вульфсона из архангельского Большого театра, потом она становится артисткой ансамбля песни и пляски базы архангельского Дома культуры Северного военно-морского флота (ВМФ) во время Великой Отечественной войны. Там работали артисты, которые выезжали с концертами на корабли, а так же выступали в госпиталях. Там её и заметил англичанин.
20 февраля 1945 года была арестована за преступную связь с Брайном дон Хатсоном и была приговорена: Особым совещанием НКВД СССР по Архангельской области 26 декабря 1945 г., обв.: по ст. 58-1 «а» УК РСФСР на срок 8-и лет лишения свободы.
19 июля 1956 года полностью реабилитирована. Зоя вернулась в Северодвинск и снова стала примой. Пела, играла на гитаре, танцевала.
С 1959 по 1971 годы — актриса Северодвинского драматического театра.
Был вручён Орден Отечественной войны II степени в 1986 году.
Последние годы жизни провела в Санкт-Петербургском доме ветеранов сцены.

## Издания
- Ольга Голубцова. Любовь по ленд-лизу: документальная повесть о судьбах женщин, друживших с иностранцами. — Правда Севера, 2007. — 232 с. — ISBN 978-5-85879-368-7.[1]
- Поморский мемориал: книга памяти жертв политических репрессий. — Поморский гос. университет им. М.В. Ломоносова, 1999. — 890 с. — ISBN 978-5-88086-167-5.[2]
- По материалам книги Ольги Голубцовой «Любовь по ленд-лизу».— Одинцовская неделя, 2021/06/15/[3]